# Vykloubení

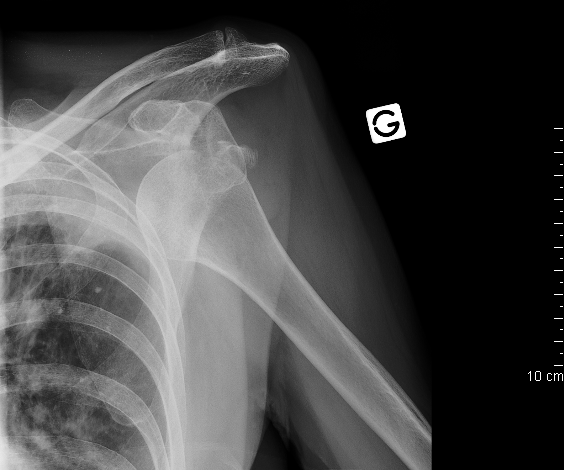
Luxace ramenního kloubu (skiagram)

Vykloubení (luxace) je kloubní zranění, způsobené vychýlením kloubní hlavice z kloubního pouzdra popř. z kloubní jamky.
Tento úraz se projevuje zarudnutím příslušného místa a velikou bolestí, která se ve většině případů neobejde bez místní anestézie (umrtvení, např. mezokainem), nebo podáním utišujících léků. Postupně může dojít až k horečce a dalším komplikacím.
Vykloubení se obvykle řeší repozicí, tedy lékařským výkonem, při němž se hlavice kosti vrátí zpět na příslušné místo.